# Bohuslav Cambel
Bohuslav Cambel (* 29. November 1919 in Slovenská Ľupča, Tschechoslowakei; † 9. Juni 2006 in Bratislava, Slowakei) war ein slowakischer Geologe und Hochschullehrer.
Bohuslav Cambel besuchte in seinem Geburtsort Slovenská Ľupča die Grundschule und in Banská Bystrica bis 1939 das Gymnasium.
Im Jahr 1939 begann er sein naturwissenschaftliches Studium. Ab 1943 war er nach der ersten Staatsprüfung Assistent am mineralogischen Institut und schloss das Studium mit dem Doktorat im Jahr 1949 ab.
Nach der Gründung der geologisch-geografischen Fakultät wurde er 1952 Assistent des Dekans. In den Jahren 1958 bis 1964 war er Direktor des Forschungsinstituts für Geologie und Geographie. Von 1953 bis 1957 war er auch stellvertretender Rektor der Comenius-Universität Bratislava.
Während seiner universitären Laufbahn hatte er auch verschiedene Positionen des Unterrichtsministerium inne.
Im Jahr 1963 reorganisierte er im Auftrag der Slowakischen Akademie der Wissenschaften (SAV) deren Geologisches Institut und erweiterte es in den Sachgebieten Mineralogie, Erdöl und Metallurgie. Ab 1964 war er korrespondierendes Mitglied der Tschechoslowakischen Akademie der Wissenschaften (ČSAV).
In den Jahren 1966 bis 1969 war er Rektor an der Comenius-Universität, wo er auch die Zusammenarbeit der Akademie und der Universität intensivierte. Im Jahr 1969 installierte er eine neue Abteilung für Geochemie, deren Leitung er bis 1980 innehatte. Er leitete auch lange die Sparte Geochemie der Geologischen Vereinigung der Karpathen und Balkan (CBGA). Als Autor schrieb er in den geologischen Zeitschriften, wie Acta geologica, Minierlia slovaca.
Auch international war Cambel tätig. So organisierte er die internationalen Konferenzen in Japan und Frankreich und organisierte mit der Österreichischen Geologischen Gesellschaft gemeinsame Exkursionen in die Alpen und Karpathen.

## Auszeichnungen
- Medaille der Martin-Luther-Universität Halle-Wittenberg (1967)
- Ehrendoktorat der Universität Kiew (1968)
- Rad práce 1968
- Klement-Gottwald-Staatspreis (1979)
- zahlreiche Auszeichnungen in- und ausländischer Universitäten
- Im Jahr 1998 wurde Cambel im Buch der 2000 wichtigsten Wissenschaftler des 20. Jahrhunderts der University of Cambridge erwähnt.